# Vukovije Donje
Vukovije Donje är en ort i Bosnien och Hercegovina.   Den ligger i entiteten Federationen Bosnien och Hercegovina, i den östra delen av landet, 70 km norr om huvudstaden Sarajevo. Vukovije Donje ligger 251 meter över havet och antalet invånare är 3 535.
Terrängen runt Vukovije Donje är kuperad åt sydost, men åt nordväst är den platt. Runt Vukovije Donje är det ganska tätbefolkat, med 93 invånare per kvadratkilometer.. Närmaste större samhälle är Tuzla, 10,7 km nordväst om Vukovije Donje. 
Omgivningarna runt Vukovije Donje är en mosaik av jordbruksmark och naturlig växtlighet.